# Révolte de Wushe
La révolte de Wushe (chinois : 霧社事件 ; pinyin : wùshè shìjiàn) ou révolte de Musha (霧社事件, Musha jiken) est un ensemble de rébellions et massacres punitifs qui opposèrent les aborigènes de Taïwan à l'envahisseur japonais.
La révolte des aborigènes commence en octobre 1930. C'est la dernière révolte majeure sous l'occupation japonaise. Un groupe de Seediqs menés par Mona Rudao attaque les militaires japonais au village de Wushe et tuent au total 197 personnes. En représailles, les Japonais contre-attaquèrent en tuant plusieurs milliers de personnes.

## Dans la culture
La révolte de Wushe sert de trame au film de John Woo Warriors of the Rainbow: Seediq Bale sorti en 2011.

## Source de la traduction
- (en) Cet article est partiellement ou en totalité issu de l’article de Wikipédia en anglais intitulé « Wushe Incident » (voir la liste des auteurs).